# Sestri Ponente

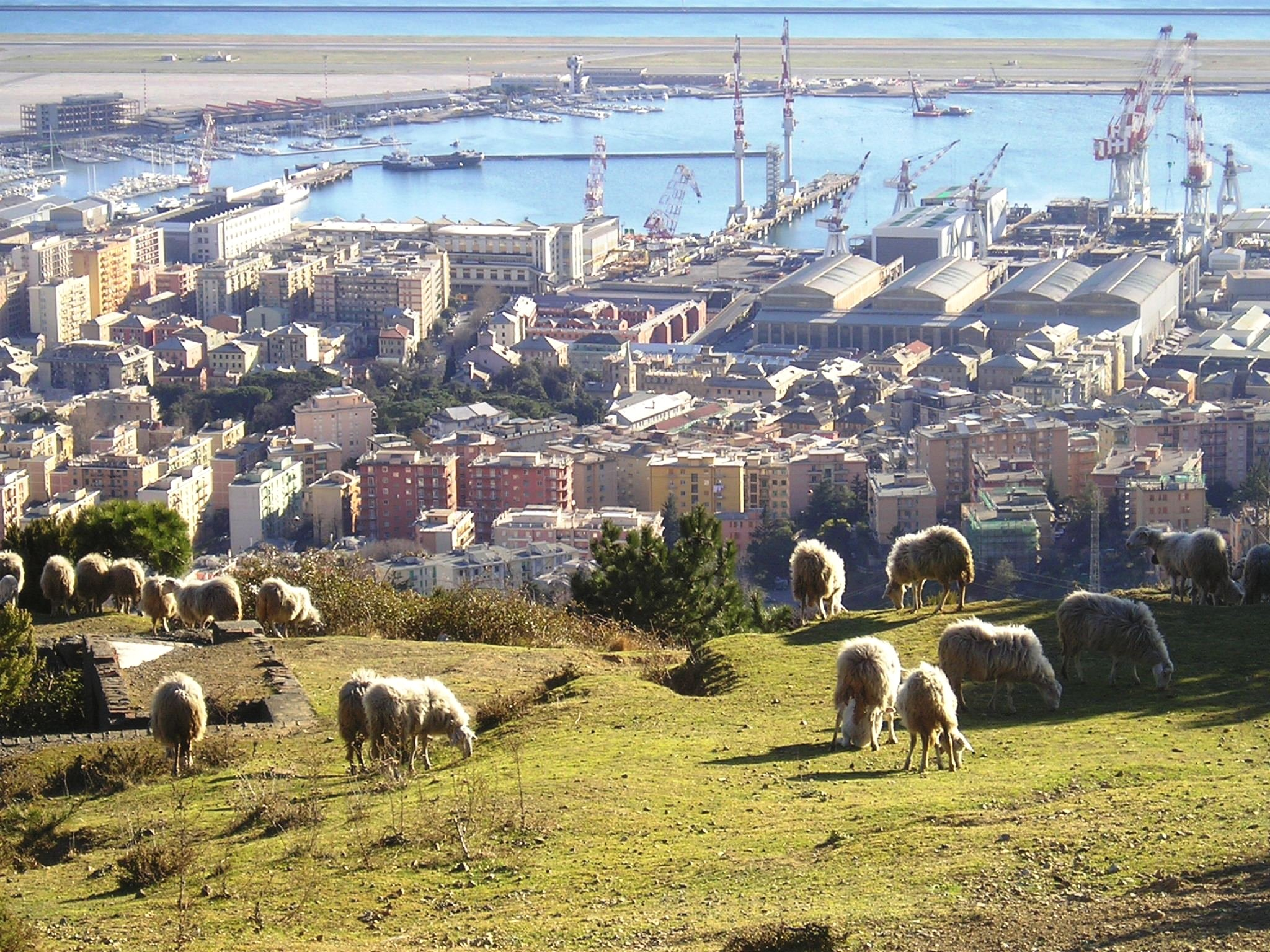
Blick auf Sestri Ponente

Sestri Ponente ist ein Stadtviertel der italienischen Hafenstadt Genua. Es liegt im genuesischen Ponente, also westlich des Stadtzentrums, zwischen den Stadtteilen Cornigliano und Pegli und gehört verwaltungstechnisch zu dem Munizip VI Medio Ponente.
Zu Sestri Ponente gehören die Ortsteile Sestri, San Giovanni Battista, Calcinara und Borzoli, die zusammengenommen eine Einwohnerzahl von 46.985 haben. Mitunter wird das Stadtviertel wegen seiner Größe und wirtschaftlichen Bedeutung als „Stadt in der Stadt“ bezeichnet.
Der 7 km vom Stadtzentrum Genuas entfernte Flughafen Aeroporto Genova-Sestri „Cristoforo Colombo“ befindet sich in Sestri Ponente.
Der Wandel Sestris von einem kleinen Landwirtschafts- und Fischerdorf zu einer Industriestadt vollzog sich mit der Ansiedlung mehrerer Schiffswerften und Stahlindustriekomplexe zwischen dem Ende des 18. Jahrhunderts und dem Ersten Weltkrieg. Die Industrialisierung brachte auch einen Aufschwung der Arbeiterbewegung mit sich, Sestri Ponente war unter anderem Ende der 1960er Jahre Schauplatz größerer Streikbewegungen.